# Ringwall Schwedenschanze (Elfershausen)

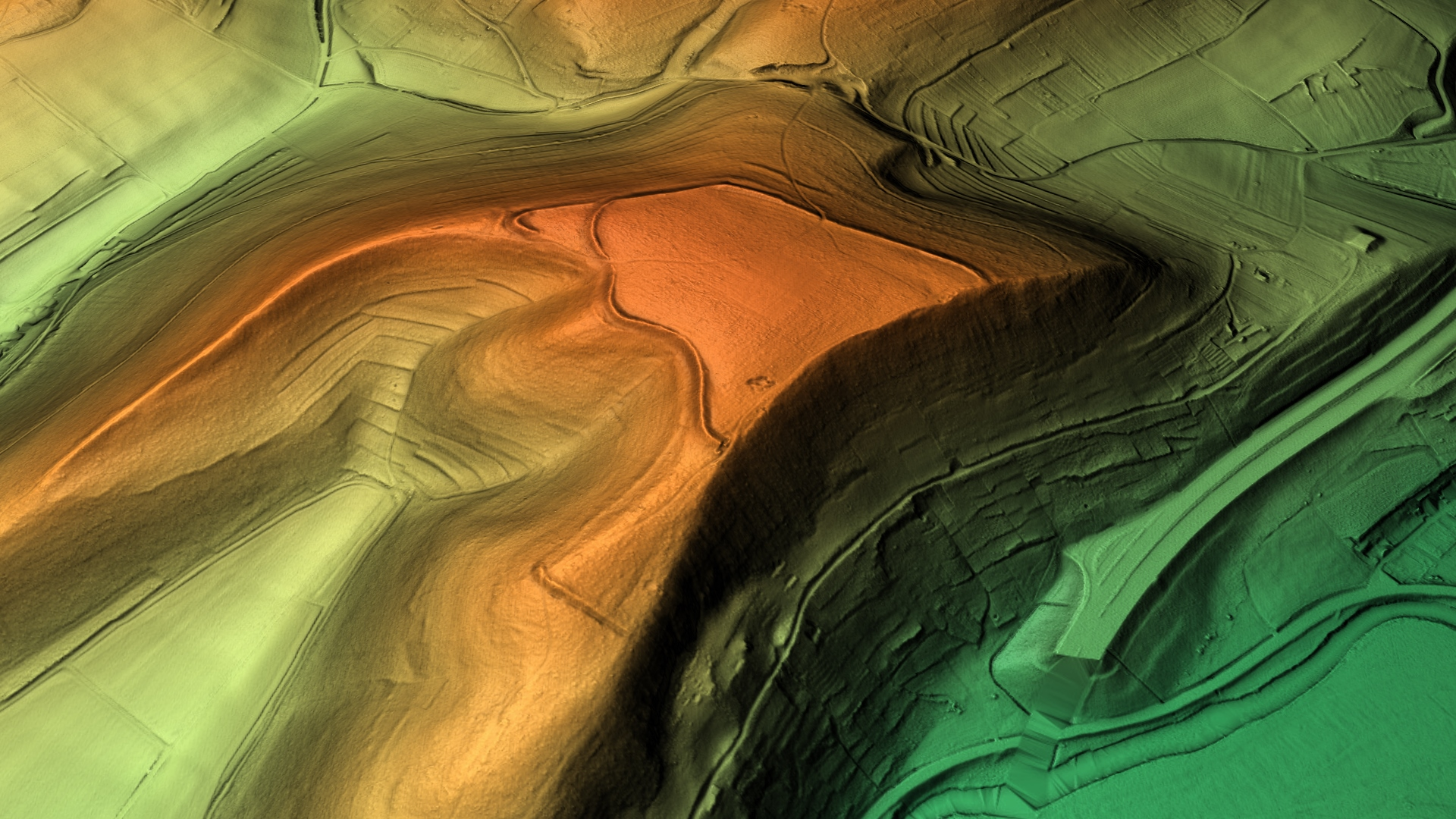
3D-Ansicht des digitalen Geländemodells

Der Ringwall Schwedenschanze  ist eine abgegangene vorgeschichtliche Ringwallanlage bei 353 m ü. NN auf dem „Schanzhügel“ westlich von Elfershausen im Landkreis Bad Kissingen in Bayern.
Die Wallanlage kann in die jüngere Urnenfelderzeit bis späte Hallstattzeit sowie vermutlich ins Frühmittelalter datiert werden.
Von der ehemaligen Burganlage sind noch ein Abschnittswall mit Graben und weitere Wälle erhalten.